# سونیکو اکازاکی
سونیکو اُکازاکی (زادهٔ ۷ ژوئن ۱۹۳۳) (岡崎 恒子) یک دانشمند ژاپنی است که همراه با همسرش، قطعات اُکازاکی را کشف کرد. قطعات اُکازاکی در همانندسازی دی‌ان‌ای مشارکت می‌کنند. سونیکو اُکازاکی در دانشگاه به مشارکت برای پیشرفت‌های بیشتر در تحقیقات دی‌ان‌ای ادامه داد.